# Tongatandduva
Tongatandduva (Didunculus placopedetes) är en förhistorisk utdöd fågel i familjen duvor inom ordningen duvfåglar. 
Fågeln beskrevs 2006 utifrån subfossila lämningar funna i grottavlagringar på ön Eua i Tonga och har även återfinnits under arkeologiska utgrävningar på öarna Tongatapu, Lifuka, Ha'ano, 'Uiha och Ha'afeva. Utgrävningsplatserna dateras till mellan år 2700 och 2850 f.Kr.
Tongatandduvan var mycket större än dess närmaste släkting, den nu levande tandduvan. Den försvann någon gång efter att människan koloniserade ögruppen, troligen på grund av jakt, habitatförlust och påverkan från införda invasiva arter.